# فيلينيانو
فيلينيانو هي بلدية في مقاطعة إزرنية في منطقة مليزة بجنوب إيطاليا.

## تاريخ
تم ذكر القرية لأول مرة في عام 962 وتم رفعها إلى بلدية مستقلة في عام 1840 ، عندما فصلت عن بوزيلي.

## جغرافية

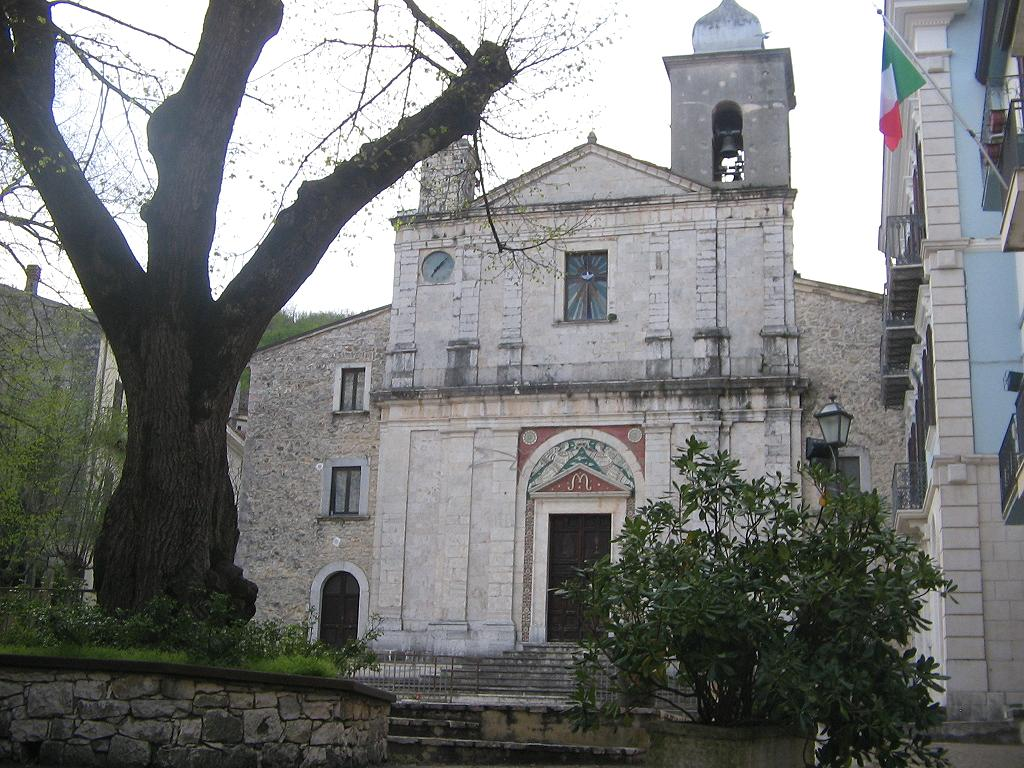
الكنيسة المركزية للحبل بلا دنس ، في ساحة MUNICIPIO جانباً دار البلدية.

يقع Filignano على بعد 74 كيلومتر (46 ميل) غرب كمبباسة، 24 كيلومتر (15 ميل) جنوب غرب إزرنية 11 كيلومتر (6.8 ميل) شمال فينافرو، و 34 كيلومتر (21 ميل) شرق كاسينو.